# Rhamphomyia albohirta
Rhamphomyia albohirta är en tvåvingeart som beskrevs av Collin 1926. Rhamphomyia albohirta ingår i släktet Rhamphomyia och familjen dansflugor. Inga underarter finns listade i Catalogue of Life.